# Gustaw Rakowski (wojskowy)
Gustaw Rakowski (ur. 2 maja 1883 w Wasiliszkach, zm. po 15 listopada 1933) – major łączności Wojska Polskiego, działacz niepodległościowy, kawaler Orderu Virtuti Militari.

## Życiorys
Urodził się 2 maja 1883 w Wasiliszkach, w rodzinie Stanisława, czynownika z guberni wileńskiej i matki z domu Radyńskiej. Był wyznania rzymskokatolickiego. Ukończył szkołę realną w Dyneburgu. Jako student Politechniki Kijowskiej „brał czynny udział w kółkach militarnych, czyli związkach walki czynnej i Związkach Strzeleckich polskich na Ukrainie. Praca konspiracyjna tych Kółek i oddziałów strzeleckich odbywała się dość często” w jego mieszkaniu. 
5 stycznia 1915 wstąpił do 2 Kijowskiej Szkoły Wojskowej na prawach wolontariusza (ros. Вольноопределяющийся). 21 marca awansował na podoficera. 1 maja 1915, po ukończeniu kursu, został mianowany chorążym. 18 maja przybył do 7 syberyjskiego batalionu saperów i został wyznaczony na stanowisko młodszego oficera 1. kompanii telegraficznej (z dniem 1 sierpnia 1915 kompania została wyłączona ze składu 7 syberyjskiego batalionu saperów i przemianowana na 31 samodzielną kompanię telegraficzną, a 22 października 1915 przemianowana na 7 syberyjską samodzielną kompanię telegraficzną ros. 7-я Сибирская отдельная телеграфная рота).
Od 1918 do 1 kwietnia 1920 „brał czynny udział w pracach Polskiej Organizacji Wojskowej na Wschodzie (KN 3) w charakterze oficera do zleceń przy Komendzie Naczelnej”. 7 lutego 1920, w dniu zajęcia Odessy przez bolszewików, z rozkazu Komendy Okręgu POW Odessa udał się okrężną drogą przez Turcję, Rumunię i Austrię do Polski z raportami i zameldował w Naczelnym Dowództwie Wojska Polskiego.
1 czerwca 1921 pełnił służbę w Wojskowej Dyrekcji Telegrafów i Telefonów Wołyń, a jego oddziałem macierzystym był 2 batalion zapasowy telegraficzny. W tym samym roku został wyznaczony na stanowisko szefa łączności w Dowództwie Okręgu Korpusu Nr II w Lublinie. „Zorganizował służbę łączności w DOK II pod każdym względem wzorowo i postawił ją na odpowiednim poziomie, dając przykład wyjątkowej pracowitości, skrupulatności i dużej inicjatywy”. 3 maja 1922 został zweryfikowany w stopniu kapitana ze starszeństwem od 1 czerwca 1919 i 10. lokatą w korpusie oficerów łączności, a 31 marca 1924 prezydent RP nadał mu stopień majora ze starszeństwem z dnia 1 lipca 1923 i 8. lokatą w korpusie oficerów łączności. 15 kwietnia 1925 otrzymał pochwalne uznanie ministra spraw wewnętrznych Cyryla Ratajskiego za udział w przeprowadzonej w 1924 „rozbudowie sieci telefonicznej na terenie województw wschodnich dla potrzeb władz administracyjnych i policyjnych”. W maju 1927 został przydzielony z 2 Okręgowego Szefostwa Łączności w Lublinie do macierzystego 1 pułku łączności w Zegrzu na stanowisko pełniącego obowiązki dowódcy pułku. Z dniem 1 lutego 1930 został zwolniony z zajmowanego stanowiska i skierowany na dwumiesięczny urlop, a z dniem 31 marca tego roku przeniesiony w stan spoczynku.
Jako osadnik wojskowy otrzymał działkę w kolonii Serchów, w gminie Rożyszcze powiatu łuckiego.
W 1934, jako oficer stanu spoczynku pozostawał w ewidencji Powiatowej Komendy Uzupełnień Łuck. Posiadał przydział do Oficerskiej Kadry Okręgowej Nr II. Był wówczas „w dyspozycji dowódcy Okręgu Korpusu Nr II”.

## Ordery i odznaczenia
- Krzyż Srebrny Orderu Wojskowego Virtuti Militari nr 7617 – 17 maja 1922 „za czyny w b. POW na Wschodzie (KN III)”[19][20][4][21]
- Krzyż Niepodległości – 25 stycznia 1933 „za pracę w dziele odzyskania niepodległości”[22][3][2]
- Złoty Krzyż Zasługi – 24 maja 1929[23]
- Medal Zwycięstwa[24]
- Order Świętego Stanisława 3 stopnia – 2 października 1916[25]